# Division IIA du Championnat du monde de hockey sur glace 2017
Navigation
Division IIA en 2016 Division IIA en 2018
Le tournoi de la Division IIA du Championnat du monde de hockey sur glace 2017 se déroule à Galați en Roumanie du 3 au 9 avril 2017.
| \| Localisation de Galați en Roumanie. \| Localisation de Galați en Roumanie. |
| Localisation de Galați en Roumanie.                                           |

## Format de la compétition

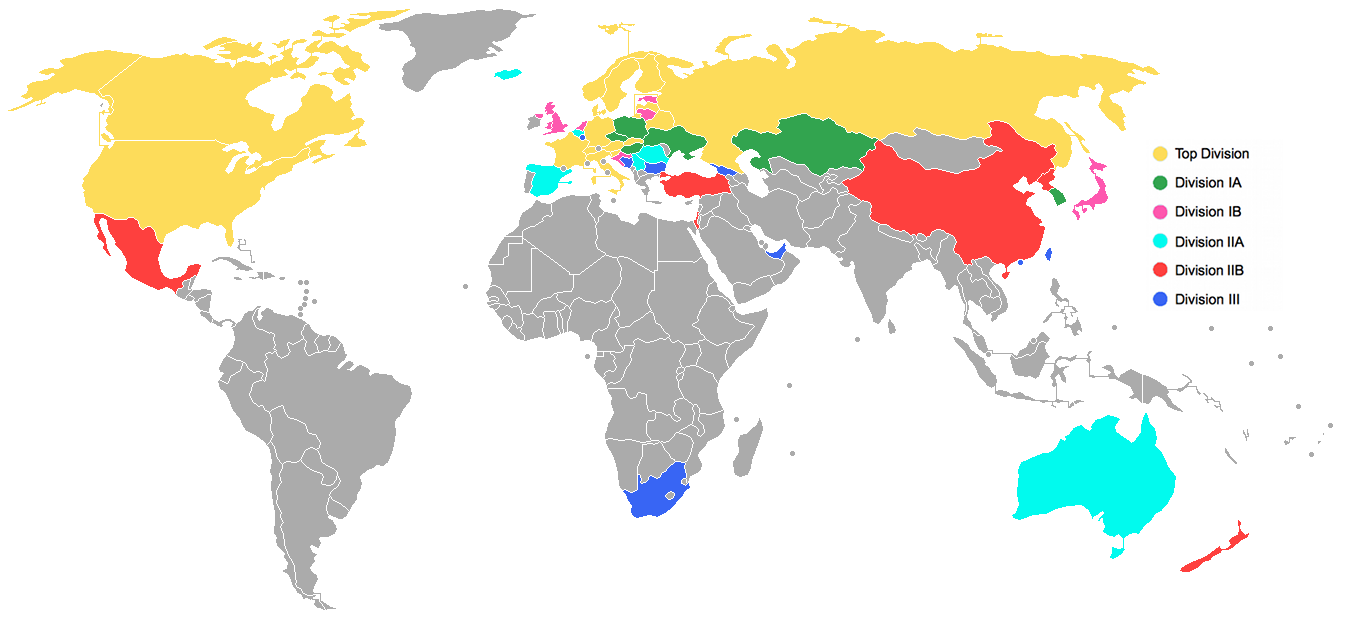
Nations participant au Championnat du monde de hockey sur glace 2017, par division.

Le Championnat du monde de hockey sur glace est un ensemble de plusieurs tournois regroupant les nations en fonction de leur niveau. Les meilleures équipes disputent le titre dans la Division Élite. Cette Division regroupe 16 équipes réparties en deux groupes de 8 qui disputent un tour préliminaire. Les 4 premiers de chaque groupe sont qualifiés pour les quarts de finale et les derniers sont relégués en Division IA à l'exception du Danemark, organisateur de l'édition 2018, qui ne peut être relégué même s'il termine à la dernière place du groupe A. 
Pour les autres divisions qui comptent 6 équipes (sauf la Division III), les équipes s’affrontent entre elles et, à l'issue de cette compétition, le premier est promu dans la division supérieure et le dernier est relégué dans la division inférieure. 
En Division III, les équipes sont réparties en deux poules de quatre. À l'issue de cette phase de poule, les 2 premiers s'affrontent en demi-finales croisées. Le vainqueur de la finale est promu en Division IIB.
Lors des phases de poule, les points sont attribués ainsi :
- 3 points pour une victoire dans le temps réglementaire ;
- 2 points pour une victoire en prolongation ou aux tirs de fusillade ;
- 1 point pour une défaite en prolongation ou aux tirs de fusillade ;
- aucun point pour une défaite dans le temps réglementaire.

## Matches
| 3 avril 2017 | Australie | 4-3 (pr) (1-1, 0-1, 2-1, 1-0) | Serbie | Patinoarul Artificial Dunărea Galați |

| Feuille de match | Feuille de match | Feuille de match | Feuille de match | Feuille de match              |
| ---------------- | ---------------- | ---------------- | ---------------- | ----------------------------- |
|                  |                  |                  |                  | Arbitrage : Juges de lignes : |
|                  |                  |                  |                  |                               |
|                  |                  |                  |                  |                               |
|                  |                  |                  |                  |                               |

| 3 avril 2017 | Espagne | 2-3 (1-2, 1-1, 0-0) | Islande | Patinoarul Artificial Dunărea Galați |

| Feuille de match | Feuille de match | Feuille de match | Feuille de match | Feuille de match              |
| ---------------- | ---------------- | ---------------- | ---------------- | ----------------------------- |
|                  |                  |                  |                  | Arbitrage : Juges de lignes : |
|                  |                  |                  |                  |                               |
|                  |                  |                  |                  |                               |
|                  |                  |                  |                  |                               |

| 3 avril 2017 | Belgique | 1-9 (1-2, 0-3, 0-4) | Roumanie | Patinoarul Artificial Dunărea Galați |

| Feuille de match | Feuille de match | Feuille de match | Feuille de match | Feuille de match              |
| ---------------- | ---------------- | ---------------- | ---------------- | ----------------------------- |
|                  |                  |                  |                  | Arbitrage : Juges de lignes : |
|                  |                  |                  |                  |                               |
|                  |                  |                  |                  |                               |
|                  |                  |                  |                  |                               |

| 4 avril 2017 | Islande | 2-3 (0-1, 2-1, 0-1) | Australie | Patinoarul Artificial Dunărea Galați |

| Feuille de match | Feuille de match | Feuille de match | Feuille de match | Feuille de match              |
| ---------------- | ---------------- | ---------------- | ---------------- | ----------------------------- |
|                  |                  |                  |                  | Arbitrage : Juges de lignes : |
|                  |                  |                  |                  |                               |
|                  |                  |                  |                  |                               |
|                  |                  |                  |                  |                               |

| 4 avril 2017 | Espagne | 3-5 (0-1, 0-, 3-2) | Belgique | Patinoarul Artificial Dunărea Galați |

| Feuille de match | Feuille de match | Feuille de match | Feuille de match | Feuille de match              |
| ---------------- | ---------------- | ---------------- | ---------------- | ----------------------------- |
|                  |                  |                  |                  | Arbitrage : Juges de lignes : |
|                  |                  |                  |                  |                               |
|                  |                  |                  |                  |                               |
|                  |                  |                  |                  |                               |

| 4 avril 2017 | Roumanie | 4-1 (2-0, 0-1, 2-0) | Serbie | Patinoarul Artificial Dunărea Galați |

| Feuille de match | Feuille de match | Feuille de match | Feuille de match | Feuille de match              |
| ---------------- | ---------------- | ---------------- | ---------------- | ----------------------------- |
|                  |                  |                  |                  | Arbitrage : Juges de lignes : |
|                  |                  |                  |                  |                               |
|                  |                  |                  |                  |                               |
|                  |                  |                  |                  |                               |

| 6 avril 2017 | Belgique | 2-9 (1-2, 0-2, 1-5) | Serbie | Patinoarul Artificial Dunărea Galați |

| Feuille de match | Feuille de match | Feuille de match | Feuille de match | Feuille de match              |
| ---------------- | ---------------- | ---------------- | ---------------- | ----------------------------- |
|                  |                  |                  |                  | Arbitrage : Juges de lignes : |
|                  |                  |                  |                  |                               |
|                  |                  |                  |                  |                               |
|                  |                  |                  |                  |                               |

| 6 avril 2017 | Espagne | 3-5 (1-2, 0-1, 2-2) | Australie | Patinoarul Artificial Dunărea Galați |

| Feuille de match | Feuille de match | Feuille de match | Feuille de match | Feuille de match              |
| ---------------- | ---------------- | ---------------- | ---------------- | ----------------------------- |
|                  |                  |                  |                  | Arbitrage : Juges de lignes : |
|                  |                  |                  |                  |                               |
|                  |                  |                  |                  |                               |
|                  |                  |                  |                  |                               |

| 6 avril 2017 | Roumanie | 0-2 (0-0, 0-1, 0-1) | Islande | Patinoarul Artificial Dunărea Galați |

| Feuille de match | Feuille de match | Feuille de match | Feuille de match | Feuille de match              |
| ---------------- | ---------------- | ---------------- | ---------------- | ----------------------------- |
|                  |                  |                  |                  | Arbitrage : Juges de lignes : |
|                  |                  |                  |                  |                               |
|                  |                  |                  |                  |                               |
|                  |                  |                  |                  |                               |

| 7 avril 2017 | Serbie | 4-5 (pr) (0-3, 2-1, 2-0, 0-1) | Espagne | Patinoarul Artificial Dunărea Galați |

| Feuille de match | Feuille de match | Feuille de match | Feuille de match | Feuille de match              |
| ---------------- | ---------------- | ---------------- | ---------------- | ----------------------------- |
|                  |                  |                  |                  | Arbitrage : Juges de lignes : |
|                  |                  |                  |                  |                               |
|                  |                  |                  |                  |                               |
|                  |                  |                  |                  |                               |

| 7 avril 2017 | Islande | 3-9 (1-3, 2-4, 0-2) | Belgique | Patinoarul Artificial Dunărea Galați |

| Feuille de match | Feuille de match | Feuille de match | Feuille de match | Feuille de match              |
| ---------------- | ---------------- | ---------------- | ---------------- | ----------------------------- |
|                  |                  |                  |                  | Arbitrage : Juges de lignes : |
|                  |                  |                  |                  |                               |
|                  |                  |                  |                  |                               |
|                  |                  |                  |                  |                               |

| 7 avril 2017 | Australie | 1-5 (1-1, 0-2, 0-2) | Roumanie | Patinoarul Artificial Dunărea Galați |

| Feuille de match | Feuille de match | Feuille de match | Feuille de match | Feuille de match              |
| ---------------- | ---------------- | ---------------- | ---------------- | ----------------------------- |
|                  |                  |                  |                  | Arbitrage : Juges de lignes : |
|                  |                  |                  |                  |                               |
|                  |                  |                  |                  |                               |
|                  |                  |                  |                  |                               |

| 9 avril 2017 | Belgique | 0-3 (0-1, 0-1, 0-1) | Australie | Patinoarul Artificial Dunărea Galați |

| Feuille de match | Feuille de match | Feuille de match | Feuille de match | Feuille de match              |
| ---------------- | ---------------- | ---------------- | ---------------- | ----------------------------- |
|                  |                  |                  |                  | Arbitrage : Juges de lignes : |
|                  |                  |                  |                  |                               |
|                  |                  |                  |                  |                               |
|                  |                  |                  |                  |                               |

| 9 avril 2017 | Serbie | 6-0 (3-0, 2-0, 1-0) | Islande | Patinoarul Artificial Dunărea Galați |

| Feuille de match | Feuille de match | Feuille de match | Feuille de match | Feuille de match              |
| ---------------- | ---------------- | ---------------- | ---------------- | ----------------------------- |
|                  |                  |                  |                  | Arbitrage : Juges de lignes : |
|                  |                  |                  |                  |                               |
|                  |                  |                  |                  |                               |
|                  |                  |                  |                  |                               |

| 9 avril 2017 | Roumanie | 6-0 (1-0, 2-0, 3-0) | Espagne | Patinoarul Artificial Dunărea Galați |

| Feuille de match | Feuille de match | Feuille de match | Feuille de match | Feuille de match              |
| ---------------- | ---------------- | ---------------- | ---------------- | ----------------------------- |
|                  |                  |                  |                  | Arbitrage : Juges de lignes : |
|                  |                  |                  |                  |                               |
|                  |                  |                  |                  |                               |
|                  |                  |                  |                  |                               |

## Classement final
Pour les significations des abréviations, voir statistiques du hockey sur glace.
| Clt   | Équipe        | PJ | V | VP | D | DP | BP | BC | Diff | Pts |
| ----- | ------------- | -- | - | -- | - | -- | -- | -- | ---- | --- |
| +001, | Roumanie (R)  | 5  | 4 | 0  | 1 | 0  | 24 | 5  | +19  | 12  |
| +002, | Australie (P) | 5  | 3 | 1  | 1 | 0  | 16 | 13 | +3   | 11  |
| +003, | Serbie        | 5  | 2 | 0  | 1 | 2  | 23 | 15 | +8   | 8   |
| +004, | Belgique      | 5  | 2 | 0  | 3 | 0  | 17 | 27 | -10  | 6   |
| +005, | Islande       | 5  | 2 | 0  | 3 | 0  | 10 | 20 | -10  | 6   |
| +006, | Espagne       | 5  | 0 | 1  | 4 | 0  | 13 | 23 | -10  | 2   |

- Promu en Division IB en 2018
- Relégué en Division IIB en 2018

## Récompenses individuelles
Meilleurs joueurs
- Meilleur gardien :  Anthony Kimlin
- Meilleur défenseur :  Dominik Crnogorac
- Meilleur attaquant :  Csanád Fodor

## Statistiques individuelles
| Clt | Joueur            | Équipe    | PJ | B | A | Pts | Pun | +/- |
| --- | ----------------- | --------- | -- | - | - | --- | --- | --- |
| 1   | Ede Mihály        | Roumanie  | 5  | 8 | 1 | 9   | 4   | +6  |
| 2   | Marko Sretović    | Serbie    | 5  | 3 | 6 | 9   | 0   | +9  |
| 3   | Mitch Morgan      | Belgique  | 5  | 2 | 7 | 9   | 2   | -2  |
| 4   | Nemanja Vučurević | Serbie    | 5  | 5 | 3 | 8   | 12  | +5  |
| 5   | Matyas Bíró       | Roumanie  | 5  | 2 | 6 | 8   | 0   | +5  |
| 6   | Roberto Gliga     | Roumanie  | 5  | 0 | 8 | 8   | 0   | +5  |
| 7   | Vincent Morgan    | Belgique  | 5  | 3 | 4 | 7   | 4   | -2  |
| 8   | Mihail Georgescu  | Roumanie  | 5  | 2 | 5 | 7   | 4   | +5  |
| 9   | Dominik Crnogorac | Serbie    | 5  | 0 | 7 | 7   | 2   | +3  |
| 9   | Lliam Webster     | Australie | 5  | 0 | 7 | 7   | 14  | +2  |

| Clt | Joueur            | Équipe    | PJ | Min      | BC | Moy  | %Arr  | Bl |
| --- | ----------------- | --------- | -- | -------- | -- | ---- | ----- | -- |
| 1   | Zoltán Toke       | Roumanie  | 5  | 288 h 21 | 5  | 1,04 | 94,44 | 1  |
| 2   | Anthony Kimlin    | Australie | 5  | 301 h 17 | 13 | 2,59 | 91,88 | 1  |
| 3   | Arsenije Ranković | Serbie    | 5  | 304 h 21 | 15 | 2,96 | 90,38 | 1  |
| 4   | Dennis Hedström   | Islande   | 5  | 274 h 38 | 17 | 3,71 | 89,24 | 1  |
| 5   | Ignacio García    | Espagne   | 5  | 286 h 0  | 21 | 4,41 | 84,78 | 0  |
| 6   | Arthur Legrand    | Belgique  | 3  | 180 h 0  | 15 | 5,00 | 82,76 | 0  |
| 7   | Jean Cornelis     | Belgique  | 2  | 120 h 0  | 12 | 6,00 | 80,33 | 0  |

Pour les significations des abréviations, voir statistiques du hockey sur glace.
Nota : seuls sont classés les gardiens ayant joué au minimum 40 % du temps de jeu de leur équipe.